# Sile osi
Sile osi je naziv za vojaško zvezo držav, ki so se v drugi svetovni vojni borile proti zavezniškim silam.
Zveza temelji na dveh pogodbah, in sicer na železnemu paktu med Nemčijo in Italijo ter pogodbi med Nemčijo in Japonsko. 
Skupina držav sil osi obsega naslednje države:
- Tretji rajh (Velikonemški Tretji rajh),
- Italija,
- Japonska,
- Bolgarija,
- Romunija,
- Madžarska,
- Slovaška,
- Neodvisna država Hrvaška (NDH),

Poleg teh držav pa so bile tudi so-bojujoče se države, ki pa niso bile članice sil osi, ampak so se skupaj borile zaradi istih ciljev. Tak primer je Finska.